# Elena Ustiugova
Pour les articles homonymes, voir Soboleva et Ustiugova.
Elena Alexandrovna Ustiugova (en russe : Елена Александровна Устюгова) est une fondeuse russe, née Soboleva (Соболева) le 8 janvier 1992.

## Biographie
Active depuis 2008 dans les courses de la FIS, elle entame sa carrière en Coupe du monde en janvier 2011 au sprint de Drammen où elle récolte ses premiers points (28e). Elle est ensuite 12e (demi-finaliste) du sprint libre de Rybinsk pour sa deuxième course. En 2017, elle se place neuvième du sprint de Pyeongchang, enregistrant son premier top dix dans la compétition. En fin d'année 2018, elle obtient son premier podium dans un relais de Coupe du monde à Beitostølen.
Aux Championnats du monde junior, elle totalise trois médailles dont une en 2011, l'argent au relais, et deux en 2012, l'or au relais et l'argent au cinq kilomètres classique.
Aux Championnats du monde des moins de 23 ans 2013, elle remporte le titre au sprint classique devant deux Allemandes.
Elle a participé aux Championnats du monde de 2011, 2015 de 2017 et 2019, obtenant comme meilleur résultat individuel une vingtième place en 2017 sur le trente kilomètres.
Dans le circuit continental de la Coupe d'Europe de l'Est, elle gagne le classement général en 2012, 2013 et 2016.
En 2019, elle se marie avec le fondeur Sergueï Oustiougov et gagne le titre de championne de Russie du cinquante kilomètres.

## Palmarès

### Championnats du monde
| Épreuve / Édition     | Sprint                           | Sprint                           | 10 km                            | 10 km                            | Poursuite / Skiathlon 2 × 15 km | 30 km | Relais | Relais    |
| Épreuve / Édition     | libre                            | classique                        | libre                            | classique                        | Poursuite / Skiathlon 2 × 15 km | 30 km | Sprint | 4 × 10 km |
| Mondiaux 2011 Oslo    | Épreuve inexistante à cette date | 41e                              | —                                | Épreuve inexistante à cette date | —                               | —     | —      | —         |
| Mondiaux 2015 Falun   | Épreuve inexistante à cette date | —                                | —                                | Épreuve inexistante à cette date | 39e                             | —     | —      | —         |
| Mondiaux 2017 Lahti   | 28e                              | Épreuve inexistante à cette date | Épreuve inexistante à cette date | —                                | —                               | 20e   | —      | —         |
| Mondiaux 2019 Seefeld | 34e                              | Épreuve inexistante à cette date | Épreuve inexistante à cette date | —                                | —                               | 27e   | —      | —         |

Légende :
- : pas d'épreuve
- — : non disputée par Ustiugova

### Coupe du monde
- Meilleur classement général : 46e en 2017.
- Meilleur résultat individuel : 9e.
- 1 podium en épreuve par équipes.

#### Classements en Coupe du monde
| Saison / Épreuve | Saison / Épreuve | Général | Général | Distance | Distance | Sprint | Sprint |
| Saison / Épreuve | Saison / Épreuve | Class.  | Points  | Class.   | Points   | Class. | Points |
| ---------------- | ---------------- | ------- | ------- | -------- | -------- | ------ | ------ |
| 2011             | 2011             | 77e     | 25      |          |          | 52e    | 25     |
| 2012             | 2012             | 99e     | 4       |          |          | 70e    | 4      |
| 2013             | 2013             | 116e    | 3       |          |          | 74e    | 3      |
| 2015             | 2015             | 90e     | 27      | 79e      | 10       | 55e    | 17     |
| 2016             | 2016             | 70e     | 28      | 73e      | 6        | 51e    | 18     |
| 2017             | 2017             | 46e     | 128     | 39e      | 63       | 46e    | 29     |
| 2018             | 2018             | 101e    | 4       | 77e      | 4        | -      | -      |
| 2019             | 2019             | 58e     | 101     | 44e      | 60       | 60e    | 13     |

### Championnats du monde junior
- Médaille d'or du relais en 2012 à Erzurum.
- Médaille d'argent du relais en 2011 à Otepää.
- Médaille d'argent du cinq kilomètres classique en 2012.

### Championnats du monde des moins de 23 ans
- Médaille d'or du sprint en 2013 à Liberec.

### Coupe d'Europe de l'Est
- 1re au classement général en 2012, 2013 et 2016.
- 26 podiums, dont 8 victoires.

### Championnats de Russie
- Championne sur cinquante kilomètres en 2019.